# 日暮泰文
日暮 泰文（ひぐらし やすふみ、1948年10月 - 2024年5月30日）は、日本の音楽評論家。ブルース・インターアクションズ（Pヴァイン・レコード）創業者。

## 人物・来歴
東京都新宿区柏木に生まれ神奈川県藤沢市で育つ。茅ヶ崎北陵高校を経て慶應義塾大学法学部卒。
中高時代に米ポピュラー音楽、特にリズム・アンド・ブルースに心酔し、ブルースの世界に深く入る。大学在学中の1968年に鈴木啓志とともにブルース&ソウル・ミュージック愛好会を設立。中村とうようによって1969年に刊行された月刊誌『ニュー・ミュージック・マガジン』のレギュラー・ライターとなる。
ブルース愛好会の機関誌を発展させる形で雑誌『ザ・ブルース』を1970年に刊行、76年以降隔月刊全国誌となる。1971年に初来日したB.B.キングの評価をめぐる中村とうようとの論争が話題となる。1981年に誌名を『ブラック・ミュージック・リヴュー』（bmr）に変更。90年代以降、『ブルース&ソウル・レコーズ』、『ポップ・アジア』、『ロック画報』、『クッキーシーン』、『フェイダー・ジャパン』といった雑誌を発行する。
まったく未開拓だったブルースのマーケットを広げ、音楽の魅力を知らしめるべく、トリオレコード（ケンウッドのレコード部門）を説得、1973年にシカゴのデルマーク・レコード原盤によるブルースのシリーズ発売にこぎつけ、ブルースがブーム化する。
1975年、高地明とともに有限会社ブルース・インターアクションズを設立（後に株式会社化）、代表取締役に就任。翌年同社のレーベル、Pヴァインから海外オーナーとのライセンス契約に基づくLPリリースを開始する。独立レーベルが洋楽をライセンスの下に日本発売するという形を確立、そのパイオニアとなる。
ブルース/ソウルからジャンルを広げ、アフリカ音楽、レゲェ、ハイチ、ラテン、ゴスペル、ジャズ、オルタナティヴ・ロック、ヒップホップ、邦楽等もリリース、約30年後には凡そ3,000タイトルのレコード、CD/DVDのカタログを持つ、世界レヴェルでも有数規模のレーベルに成長させる。
1979年より、ブルース・インターアクションズはプロモーターとしてブルースマンの招聘を「ザ・ブルース・ショウ」として行う。毎年恒例のライヴとしてアール・キング＆ジョニー・アダムズ、オーティス・ラッシュなどのツアーを行なった1986年まで継続、その間ローウェル・フルソンやジョン・リー・フッカー、アルバート・コリンズ他の来日公演を実演した。
2007年、所有していた株式会社ブルース・インターアクションズ、Pヴァイン・レコード株式会社、（株式会社ペトロ・ミュージックの全株を株式会社スペースシャワーネットワークに売却譲渡、経営から離れる。
2008年、株式会社フライアーズ・ポイントを設立、高地明の株式会社ブライト・エコーズとの共同制作で、主に新規の録音を手掛ける。
2024年5月30日に死去。75歳没。

## 著作

### 単行本
- 『ノイズ混じりのアメリカ：ブルース心の旅』（冬樹社、1980年）のち講談社文庫（1984年）
- 『のめりこみ音楽起業：孤高のインディペンデント企業、Pヴァイン創業者のメモワール』（同友館、2010年）
- 『RLーロバート・ジョンスンを読む：アメリカ南部が生んだブルース超人』（ブルース・インターアクションズ、2011年）
- 『ブルース百歌一望』（Pヴァイン、2020年）

### 翻訳
- ポール・オリヴァー『ブルースと話し込む』（土曜社、2016年）[4]

### 監修
- ポール・オリヴァー『ブルースの歴史』（米口胡訳、日暮泰文解説、晶文社、1978年。のち土曜社（2020年））[5]
- レイバーン・フレーラッジ『シカゴ・ブルース：インサイダーの眼』（高橋誠訳、日暮泰文監修、ブルース・インターアクションズ、2001年）
- チャールズ・ソーヤー『キング・オブ・ザ・ブルース登場：B.B.キング』（染谷和美訳、日暮泰文監修、Pヴァイン、2015年）

## レコード・CDの監修（共同監修を含む）
- 1971年　RCAブルースの古典（RCAビクター）
- 1974年　ブルース名盤シリーズ（東芝EMI）
- 1975年　チェス・ブルース・コレクションズ（ビクター音楽産業）
- 1975年　RCAブルース・コレクターズ・シリーズ（ビクター音楽産業／RVC）
- 1976年　ニューオーリンズ・ブルース/R&Bシリーズ（東芝EMI）
- 1977年　B.B.キング選集（日本コロムビア）
- 1977年　Rockin' with the Blues シリーズ（ビクター音楽産業）
- 1978年　デューク・ピーコック・コレクション（日本コロムビア）
- 2015年　コンプリート・B.B.キング-17枚組CD+1LPボックス（P-Vine）

### 制作・プロデュース
- 1995年　Snooks Eaglin/Soul Train from Nawlins: Live at the Park Tower Blues Festival (P-Vine)
- 1995年　Robert Jr. Lockwood/Swings in Tokyo: Live at the Park Tower Blues Festival (P-Vine)
- 1998年　The Drums Project 1-4 (P-Vine)
- 1998年　Roy Gaines/Bluesman for Life (P-Vine)
- 1999年　Yoshihide Otomo/Plays the Music of Takeo Yamashita (P-Vine)
- 2002年　Tony Allen/No Accommodation for Lagos/No Discrimination (P-Vine)
- 2002年　The J.B.'s/Bring the Funk on Down (P-Vine)
- 2011年　Lee "Scratch" Perry/Rise Again (P-Vine)
- 2011年　Cornell Dupree/Doin' Alright (P-Vine)
- 2014年　Bloodest Saxophone feat. Jewel Brown/Roller Coaster Boogie (Mr. Daddy-O/Kadokawa)
- 2015年　Sherwood Fleming/Blues Blues Blues (KTI/Disk Union)
- 2018年　Bloodest Saxophone/In Texas (Mr. Daddy-O/Space Age)
- 2019年　Crystal Thomas/Don't Worry About the Blues (Mr. Daddy-O/Space Age)